# Ćaturdaśi
Ćaturdaśi (ang. Chaturdashi) – czternasty dzień (tithi) miesiąca księżycowego hinduistycznego zreformowanego kalendarza ery Wikrama (samwatsara).

## Charakterystyka astronomiczna
Jest to titthi poprzedzający dzień pełni Księżyca (purnima).

## Charakterystyka astrologiczna
Symbolizuje zakończenie starych procesów i spraw, oraz przygotowania do nadchodzącego nowego. Symbolizuje ciszę przed burzą.

## Charakterystyka kultowa
Patronem ćaturdaśi jest Śiwa. Wyznawcy tego boga obchodzą wtedy specjalne święto.